# Elecciones federales de México de 1949 en el Territorio Norte de Baja California
Las elecciones federales de México de 1949 en el Territorio Norte de Baja California se realizaron el  domingo 3 de julio de 1949 y en ellas fue elegido:
- Diputación Federal por Territorio Norte de Baja California: 1 electa por mayoría relativa elegidos en el único distrito federal.

## Antecedentes
En estas elecciones, organizadas por la Comisión Federal de Vigilancia Electoral, dependiente de la Secretaría de Gobernación de México, tuvo participación por primera vez el Partido Acción Nacional, como opositor al PRI y en el que participó también el Partido Popular.

## Resultados electorales
| Partido | Partido                              | Candidatos                    | Candidatos | Candidatos                 | Votos  |
| ------- | ------------------------------------ | ----------------------------- | ---------- | -------------------------- | ------ |
|         | Partido Revolucionario Institucional |                               | Prop.      | Ricardo Alzalde Arellano   | 11,753 |
| Sup.    | Partido Revolucionario Institucional | Mariano Córdova de la Torre   | 11,711     |                            |        |
|         | Partido Acción Nacional              |                               | Prop.      | Francisco Cañedo Lizárraga | 3,954  |
| Sup.    | Partido Acción Nacional              | Octavio Lelevier de la Fuente | 3,836      |                            |        |
|         | Partido Popular                      |                               | Prop.      | Eduardo Tonella Escamilla  | 2,513  |
| Sup.    | Partido Popular                      | Alberto Galaz Bazua           | 2,422      |                            |        |